# 艾约瑟

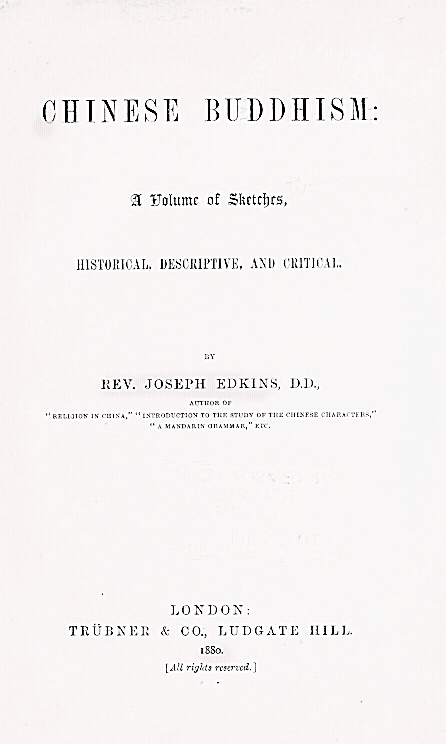
艾约瑟 《中国的佛教》1880

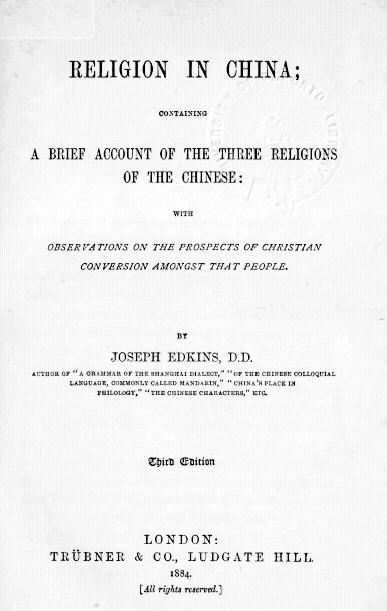
艾约瑟 《中国的宗教》1884

艾约瑟（英語：Joseph Edkins，1823年12月19日—1905年4月23日），字迪瑾，英国伦敦会传教士和著名汉学家。

## 生平
1823年12月19日，艾约瑟出生于英格兰格洛斯特郡的奈尔斯沃思。1843年毕业于伦敦大学。1847年12月8日接受按立为牧师。

### 上海时期
1848年，25岁的艾约瑟受伦敦会差遣，前往中国传教，7月22日抵达香港，9月2日抵达上海。他住在英国伦敦会传教士的基地麦家圈（山东中路），服务于麦都思创建的墨海书馆，美魏茶、慕维廉等也先后参与进来。1860年7月，艾约瑟和杨格非同赴苏州，会晤太平天国干王洪仁玕，谈论宗教问题。在1861年3月，还去太平天国的首都天京（南京）访问了11天。

### 华北时期
1860年，艾约瑟曾和慕维廉北上烟台，一度深入到蒙古地区。1861年，艾约瑟转到天津传教。1863年到北京传教，负责伦敦会的北京事工并创立了北京缸瓦市教会，1875年获爱丁堡大学神学博士。1880年被中国海关总税务司羅伯特·赫德聘为海关翻译。1905年4月23日，艾约瑟在上海逝世，享年82岁。

## 著作
艾约瑟參與翻譯了第一部北京官話新約全書，即北京翻譯委員會譯作的北京官话新約全書，早於官話和合本三十年。他和王韬合译《重学浅说》、《光学图说》、《格致新学提纲》、《西国天学源流》和《中西通书》等书。艾约瑟与数学家张南坪最要好，通过他结识李善兰。艾约瑟和李善兰、伟烈亚力、韦廉臣合译《谈天》、《代數學》、《代微积拾级》、《圆锥曲线说》、《奈端数理》、《重学》、《植物学》等书，由墨海书馆出版。艾约瑟在十九世纪的西学东渐上有重要的贡献。1872年，艾约瑟在北京主编《中国见闻录》。艾约瑟还著有《中国的宗教》、《访问苏州太平军》等书和《诗人李太白》等论文。
他首次提出上古漢語可能有複聲母。

### 著作列表
- 《汉语在语言学中之定位》1871
- 《汉字入门》1876
- 《中国的佛教》1880
- 《中国口语入门》1885
- 《中国的建筑》1890
- 《汉语的进化》1889
- 《中国的宗教》1884
- 《宗教在远东之传播》1893
- 《中国的货币》1901
- 《中国的财政与税收》1903
- 《中国的银行与价格》1905
- 《中国见闻录》
- 《访问苏州太平军》
- 《诗人李太白》
- 《汉语文法》
- 《中西通书》
- 《中国语言学》

### 翻译
- 《重学浅说》
- 《光学图说》
- 《格致新学提纲》
- 《西国天学源流》
- 《中西通书》
- 《谈天》
- 《代數學》
- 《代微积拾级》
- 《圆锥曲线说》
- 《奈瑞数理》
- 《重学》
- 《植物学》

## 外部連結
- Biographical sketch and list of his works, at EDKINS Surname Resource Centre
- Biographical sketch, at the Ricci 21st Century Roundtable database, supported only by 5.0 or later versions of Internet Explorer
- His works published on Hong Kong journals （页面存档备份，存于）, at Hong Kong Journals Online (HKJO), many pieces, search for "Edkins"